# (548) Crésida
(548) Crésida es un asteroide perteneciente al cinturón de asteroides descubierto el 14 de octubre de 1904 por Paul Götz desde el observatorio de Heidelberg-Königstuhl, Alemania.
Está nombrado por Crésida, un personaje de Troilo y Crésida del dramaturgo inglés William Shakespeare (1564-1616).